# Herbault
Herbault és un municipi francès, situat al departament del Loir i Cher i a la regió de Centre – Vall del Loira. L'any 2007 tenia 1.228 habitants.

## Demografia

### Població
El 2007 la població de fet de Herbault era de 1.228 persones. Hi havia 477 famílies, de les quals 135 eren unipersonals (41 homes vivint sols i 94 dones vivint soles), 126 parelles sense fills, 163 parelles amb fills i 53 famílies monoparentals amb fills.
La població ha evolucionat segons el següent gràfic:
Habitants censats

### Habitatges
El 2007 hi havia 519 habitatges, 483 eren l'habitatge principal de la família, 7 eren segones residències i 29 estaven desocupats. 439 eren cases i 78 eren apartaments. Dels 483 habitatges principals, 299 estaven ocupats pels seus propietaris, 175 estaven llogats i ocupats pels llogaters i 9 estaven cedits a títol gratuït; 9 tenien una cambra, 34 en tenien dues, 86 en tenien tres, 148 en tenien quatre i 207 en tenien cinc o més. 377 habitatges disposaven pel capbaix d'una plaça de pàrquing. A 225 habitatges hi havia un automòbil i a 216 n'hi havia dos o més.

### Piràmide de població
La piràmide de població per edats i sexe el 2009 era:
| Homes | Edats   | Dones |
| ----- | ------- | ----- |
| 0     | 95 o +  | 4     |
| 0     | 90 a 94 | 0     |
| 4     | 85 a 89 | 12    |
| 8     | 80 a 84 | 4     |
| 12    | 75 a 79 | 28    |
| 16    | 70 a 74 | 16    |
| 16    | 65 a 69 | 24    |
| 36    | 60 a 64 | 24    |
| 24    | 55 a 59 | 24    |
| 36    | 50 a 54 | 32    |
| 36    | 45 a 49 | 40    |
| 20    | 40 a 44 | 28    |
| 64    | 35 a 39 | 40    |
| 36    | 30 a 34 | 36    |
| 32    | 25 a 29 | 40    |
| 40    | 20 a 24 | 12    |
| 24    | 15 a 19 | 28    |
| 32    | 10 a 14 | 48    |
| 36    | 5 a 9   | 44    |
| 28    | 0 a 4   | 40    |

## Economia
El 2007 la població en edat de treballar era de 748 persones, 574 eren actives i 174 eren inactives. De les 574 persones actives 521 estaven ocupades (278 homes i 243 dones) i 52 estaven aturades (25 homes i 27 dones). De les 174 persones inactives 46 estaven jubilades, 81 estaven estudiant i 47 estaven classificades com a «altres inactius».

### Ingressos
El 2009 a Herbault hi havia 493 unitats fiscals que integraven 1.228 persones, la mediana anual d'ingressos fiscals per persona era de 17.895 €.

### Activitats econòmiques
Dels 62 establiments que hi havia el 2007, 1 era d'una empresa extractiva, 3 d'empreses alimentàries, 1 d'una empresa de fabricació de material elèctric, 3 d'empreses de fabricació d'altres productes industrials, 8 d'empreses de construcció, 12 d'empreses de comerç i reparació d'automòbils, 7 d'empreses de transport, 4 d'empreses d'hostatgeria i restauració, 5 d'empreses financeres, 1 d'una empresa immobiliària, 5 d'empreses de serveis, 9 d'entitats de l'administració pública i 3 d'empreses classificades com a «altres activitats de serveis».
Dels 16 establiments de servei als particulars que hi havia el 2009, 1 era una gendarmeria, 1 oficina de correu, 1 una oficina bancària, 2 tallers de reparació d'automòbils i de material agrícola, 1 paleta, 2 guixaires pintors, 1 fusteria, 1 electricista, 2 perruqueries, 3 restaurants i 1 agència immobiliària.
Dels 8 establiments comercials que hi havia el 2009, 1 era un hipermercat, 1 una botiga de més de 120 m², 1 una botiga de menys de 120 m², 2 carnisseries, 1 una peixateria, 1 una sabateria i 1 una joieria.
L'any 2000 a Herbault hi havia 15 explotacions agrícoles.

## Equipaments sanitaris i escolars
El 2009 hi havia 1 farmàcia i 1 ambulància.
El 2009 hi havia 1 escola maternal i 2 escoles elementals.

## Poblacions més properes
El següent diagrama mostra les poblacions més properes.